# Salem Ali Rubayyi

Salem Ali Rubayyi

Salem Ali Rubayyi (Arabisch: سالم ربيع علي, Sālim Rubaiʿ ʿAlī) (1935-1978) was een Zuid-Jemenitisch politicus. Salem Ali Rubayyi behoorde tot het Nationaal Bevrijdingsfront (NLF), de linkse politieke partij die Zuid-Jemen sinds haar onafhankelijkheid in 1967 bestuurde. Rubayyi werd in april 1969 premier. Nadat president Qahtan al-Shaabi in juni 1969 aan de kant was geschoven werd Rubayyi voorzitter van de Republikeinse Raad (en daarmee in feite staatshoofd). Hoewel hijzelf vrij gematigd was, werd zijn regering gedomineerd door extreemlinkse figuren. In 1978 werd Rubayyi bij een staatsgreep afgezet en geëxecuteerd.